# Angelo Acerbi
Angelo Acerbi (Sesta Godano, Olasz Királyság, 1925. szeptember 23. – )  római katolikus prelátus, aki 1974 óta Zella címzetes érseke, 2024 óta pedig bíboros. Az Apostoli Szentszék diplomáciai szolgálatában apostoli nunciusként szolgált Új-Zélandon, Hollandiában, Kolumbiában, Magyarországon és Moldovában, valamint a Máltai Szuverén Lovagrend prelátusaként. Jelenleg ő a legidősebb érsek és bíboros.

## Fordítás
Ez a szócikk részben vagy egészben  az   Angelo Acerbi című angol Wikipédia-szócikk fordításán alapul.  Az eredeti cikk szerkesztőit annak laptörténete sorolja fel. Ez a jelzés csupán a megfogalmazás eredetét és a szerzői jogokat jelzi, nem szolgál a cikkben szereplő információk forrásmegjelöléseként.